# Galva, Illinois
Galva là một thành phố thuộc quận Henry, tiểu bang Illinois, Hoa Kỳ. Năm 2010, dân số của thành phố này là 2589 người.

## Dân số
Dân số qua các năm:
- Năm 2000: 2758 người.
- Năm 2010: 2589 người.